# Fearsome Foursome

Fearsome Foursome est, au football américain, un surnom donné par les journalistes sportifs à une ligne défensive particulièrement efficace. En effet, en formation traditionnelle, la première ligne de défense est composé de deux defensive tackles entourés par deux defensive ends. Le terme est basé sur le nombre des joueurs (four, quatre) et le sentiment de peur (fear, peur) qu'ils provoquent.
Historiquement, ce surnom a été donné à différentes lignes de défense de différentes équipes :
- Saison NFL 1957 : Giants de New York : Andy Robustelli, Jim Katcavage, Rosey Grier et Dick Modzelewski.
- Saison NFL 1962 : Lions de Détroit : Roger Brown, Alex Karras, Darris McCord et Sam Williams.
- Saison NFL 1963 : Chargers de San Diego : Ron Nery, Bill Hudson, Ernie Ladd et Earl Faison, avec parfois les remplaçants Bob Petrich, George Gross et Henry Schmidt.
- Saison NFL 1963 : Rams de Los Angeles : Rosey Grier, Lamar Lundy, Merlin Olsen et Deacon Jones.

Cependant, c'est la dernière ligne de défense qui est généralement décrite via ce surnom.